# Rod Macqueen
Pour les articles homonymes, voir McQueen.
Rod MacQueen, né le 31 décembre 1949, est un ancien entraîneur de rugby à XV, qui a entraîné l'équipe d'Australie qui remporta la coupe du monde de rugby 1999.

## Carrière d'entraîneur
MacQueen fut connu tout d'abord comme entraîneur des New South Wales Waratahs, de 1991 à 1992 et dans la période 1994-95. En 1992 il fut nommé sélectionneur de l'équipe d'Australie, il sera ensuite entraîneur des Wallabies en 1995.
Lorsque le Super 12 fut créé en 1996, il devint entraîneur des ACT Brumbies.
À la suite de la démission de Greg Smith, Macqueen fut nomme entraîneur en chef des Wallabies en septembre 1997. Il mena les Wallabies à la victoire lors de la coupe du monde de rugby 1999 aux dépens de la France qui fut battue en finale. L'Australie fut la première nation qui remporta une deuxième Coupe du Monde. Sous sa conduite, les Wallabies ont aussi remporté le Tri-nations en 2000.
Il a pris sa retraite après une dernière victoire importante des Wallabies contre les Lions britanniques en 2001 (série gagnée 2-1).
En 2010, Macqueen sort de sa retraite et devient entraîneur et directeur du rugby de la nouvelle province australienne les Melbourne Rebels pour sa première saison en Super Rugby en 2011. L'équipe finit dernière de la compétition, il se retire à la fin de la saison, et a été remplacé par son ancien adjoint Damien Hill.

## Palmarès
- Vainqueur de la coupe du monde de rugby 1999 avec l'Australie
- Vainqueur du Tri-nations en 2000 avec l'Australie
- Bledisloe Cup (3) : 1998, 1999 et 2000
- Trophée des bicentenaires (1) : 1998